# Оксид фосфора(III)
Оксид фосфора(III) — бинарное неорганическое соединение, оксид фосфора с формулой P4O6, белые хлопья или кристаллы с неприятным запахом, реагирует с водой, ядовит. Хотя молекулярная формула и предполагает название гексоксид тетрафосфора, название триоксида фосфора появилось еще до того, как была изучена молекулярная структура этого соединения. Однако этот вариант названия продолжает использоваться и сегодня.

## Получение
- Осторожным окислением белого фосфора закисью азота или углекислотой:

{\displaystyle {\mathsf {P_{4}+6N_{2}O\ \xrightarrow {550-625^{o}C} \ P_{4}O_{6}+6N_{2}\uparrow }}}
{\displaystyle {\mathsf {P_{4}+6CO_{2}\ \xrightarrow {650^{o}C} \ P_{4}O_{6}+6CO\uparrow }}}
- Сопропорционирование оксида фосфора(V) и белого фосфора:

{\displaystyle {\mathsf {2P_{4}+3P_{4}O_{10}\ {\xrightarrow {50^{o}C}}\ 5P_{4}O_{6}}}}

## Физические свойства
Оксид фосфора(III) образует белые хлопья или кристаллы с неприятным запахом.
Хорошо растворяется в органических растворителях (бензол, сероуглерод).
Неустойчив на свету, со временем желтеет, после постепенно краснеет.
Температура плавления 24 °С, температура кипения 174 °С.
Весьма ядовит.

## Химические свойства
- На свету или при нагревании в вакууме разлагается с выделением красного фосфора:

{\displaystyle {\mathsf {4P_{4}O_{6}\ {\xrightarrow {h\nu }}\ 3P_{4}O_{8}+4P}}}
- Медленно реагирует с холодной водой:

{\displaystyle {\mathsf {P_{4}O_{6}+5H_{2}O\ {\xrightarrow {}}\ 2H_{2}(PHO_{3})+H_{2}(P_{2}H_{2}O_{5})}}}
- и быстро с горячей водой:

{\displaystyle {\mathsf {6P_{4}O_{6}+24H_{2}O\ {\xrightarrow {}}\ 8P\downarrow +15H_{3}PO_{4}+PH_{3}\uparrow }}}
- Реагирует со щелочами:

{\displaystyle {\mathsf {P_{4}O_{6}+6NaOH\ {\xrightarrow {}}\ 2Na_{2}(PHO_{3})+Na_{2}(P_{2}H_{2}O_{5})+H_{2}O}}}
- Окисляется кислородом воздуха (быстрее при нагревании):

{\displaystyle {\mathsf {P_{4}O_{6}+2O_{2}\ {\xrightarrow {50-120^{o}C}}\ P_{4}O_{10}}}}
- Реагирует с галогенами:

{\displaystyle {\mathsf {P_{4}O_{6}+4Cl_{2}\ \xrightarrow {} \ 2P_{2}O_{3}Cl_{4}}}}
- Реагирует с серой:

{\displaystyle {\mathsf {P_{4}O_{6}+9S\ {\xrightarrow {}}\ P_{4}S_{6}+3SO_{2}}}}

## Токсичность
Оксид фосфора(III) — высокотоксичное вещество, опасно реагирует с водой, обладает коррозионным действием.